# فرون‌تنیس

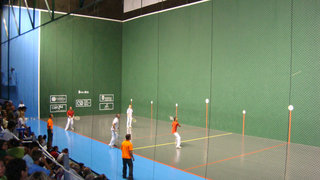
یک بازی فرون تنیس.

فرون تنیس (به انگلیسی: Frontenis) یک شکل از ورزش پیلوتای باسکی با زمینی به ابعاد ۳۰x۱۰x۱۰ متر می‌باشد  . یک راکت مخصوص " فرون تنیس " ( شبیه به راکت تنیس ) و یک توپ پلاستیکی از تجهیزات این ورزش است. این ورزش می‌تواند به‌طور تکی یا دو نفره انجام شود اما نوع دو نفرهٔ آن در مسابقات جهانی این ورزش اجرا می‌شود. این ورزش حدوداً در سال‌های ابتدایی قرن بیستم در مکزیک توسعه یافت.